# Enter the Ark
Enter The Ark è un album reggae/dub di Lee Perry e The Upsetters, prodotto da Lee "Scratch" Perry contenente produzioni del cosiddetto periodo Black Ark e pubblicato in Gran Bretagna dall'etichetta Ascension Records nel 2000.
Il disco contiene canzoni registrate negli anni settanta presso i Black Ark studios, gli studi di registrazione di Lee Perry, teatro di molte produzioni innovative.

## Tracce
1. Shocks Of Mighty - Bob Marley & Lee Perry
2. Shocks Almighty Mix 2 - Bob Marley & Lee Perry
3. Shocks Almighty Vocal/Dub Mix - Bob Marley & Lee Perry
4. More Axe - Bob Marley
5. More More Axe - Bob Marley
6. Shoulder To The Wheel - Flying Sensations
7. Earth Ago Wheel - The Upsetters
8. Bring It Up - The Soulettes
9. Cost Of Living - Keithis
10. Poor Man Dub - The Upsetters
11. Weak Heart Feel It - Shuamark & Robinson
12. Take Heed - Armageddeans
13. Ethiopia - Carol Cole & Sister P
14. Ethiopia Dub - The Upsetters